# Strâmtura
Strâmtura é uma comuna romena localizada no distrito de Maramureș, na região histórica da Transilvânia. A comuna possui uma área de 91.57 km² e sua população era de 4033 habitantes segundo o censo de 2007.